# Nico Uppelschoten
Nico Uppelschoten (Jutphaas, 21 juni 1944) is een Nederlands politicus namens de Partij voor de Vrijheid (PVV). Hij is sinds 4 juli 2024 lid van de Tweede Kamer. Daarvoor was hij vanaf maart 2011 lid van de Provinciale Staten van Drenthe. Tijdens de Tweede Kamerverkiezingen van 2023 stond Uppelschoten op nummer 39 op de lijst van de PVV, die 37 zetels haalde. Doordat andere PVV-politici doorschoven naar een ministerspost in het Kabinet-Schoof, heeft hij toch een zetel in de Tweede Kamer ingenomen op 4 juli 2024.

## Biografie
Uppelschoten is werkzaam geweest in het onderwijs als leraar wiskunde en heeft onder andere in Nigeria en Saoedi-Arabië gewerkt. Uppelschoten is de oudste nieuwkomer in de Tweede Kamer ooit. Na zijn pensioen besloot hij de politiek in te gaan. Tot 13 november 2024 combineerde hij het lidmaatschap in de Provinciale Staten met zijn Kamerlidmaatschap. In zijn portefeuille heeft Uppelschoten asiel en migratie, defensie, digitale zaken, koninkrijksrelaties en onderwijs, cultuur en wetenschap. Op 26 november 2024 hield Uppelschoten zijn maidenspeech in het debat over het onderwijs met zijn uitdrukkelijke verzoek wel geïnterrumpeerd te mogen worden.

## Persoonlijk
Uppelschoten woont in Eelde, is gehuwd en heeft één zoon en één dochter. Toen Uppelschoten toetrad tot de Tweede Kamer, is de mantelzorg voor zijn demente vrouw overgenomen door een arbeidsmigrant.